# Ансан
Анса́н (кор. 안산시?, 安山市?, Ansan-si) — город в Южной Корее, провинция Кёнгидо. Расположен южнее Сеула. Сообщается с Сеулом посредством четвёртой линии сеульского метро. Так же из Ансана по линии Суин-Бундан сеульского метро (кор. 수인•분당선, 水仁·盆唐線, Suin-Bundang-son) можно добраться в город прямого подчинения Инчхон и в город Сувон, где расположен центральный офис Кёнгидо.

## История

### История города
Изначально Ансан назывался Чанхангу, однако ван государства Силла Чиндук переименовал его в Чангу. Современное название город получил в X веке.
Ансан играл важную военную роль как корейский форпост на Жёлтом море. Здесь располагалась мощная крепость (форт Лотоса) для обороны приморских районов Кореи от врагов. На 32 год правления вана Коджона (династия Чосон) Ансан вошёл в состав уезда Сихын.
В 1976 году на месте Ансана был основан промышленный район Панволь, который в 1986 году был превращён в город Ансан.
С второй половины 90-х годов в городе активно селятся иностранцы из стран бывшего Советского Союза. Значительная часть вывесок и объявлений в городе дублируются на русский язык. По состоянию на 2020 год 93 639 человек проживающих в городе не родились в Южной Корее.
С 2005 года в Ансане проводится ежегодный Фестиваль уличного искусства. В 2008 году фестиваль посетило более 70 миллионов посетителей со всей Кореи, что сделало его самым крупным фестивалем в стране.

### Прежние названия
- Чанхангу — во время царства Когурё
- Чанку — с 757
- Ансан — с 940
- Сихын — с 1914
- Ансан — с 1 января 1986

## География

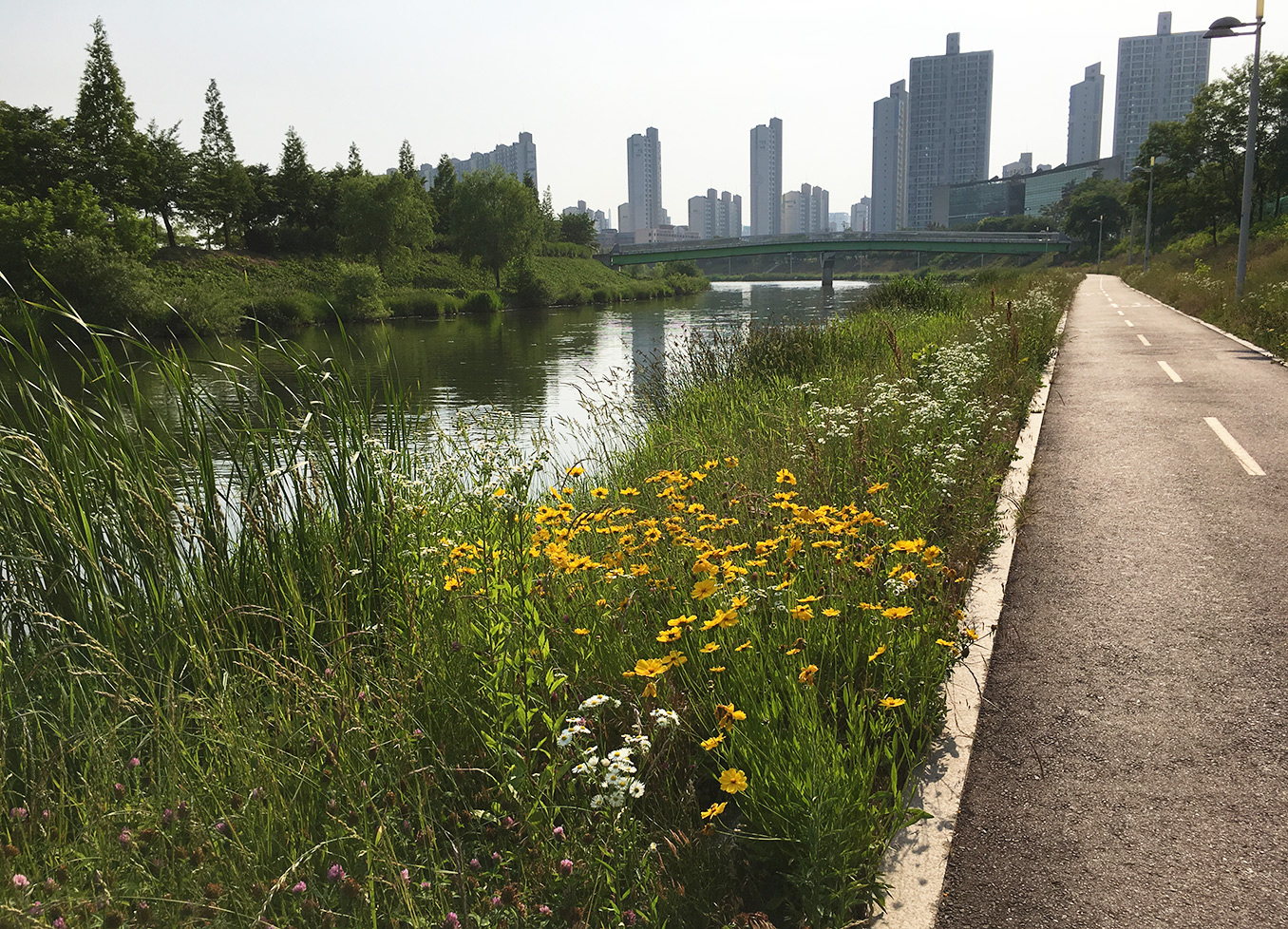
Каналы Ансана

Ансан расположен на берегу Жёлтого моря. Несколько небольших островов Жёлтого моря находятся под юрисдикцией города. Самый большой и известный из них — Тэбудо. Площадь города — 156.53 км². На востоке Ансан граничит с городом Кунпхо, на юге — с городами Хвасон и Ыйван, на севере — с городом Сихын. На западе омывается Жёлтым морем. Ландшафт преимущественно равнинный, в северной и южной части — холмистый. Несколько рек, включая Панвольчхон, Ансанчхон и Хваджончхон. Местность пригодна для земледелия, в сельском хозяйстве преобладает выращивание риса.

## Административное деление

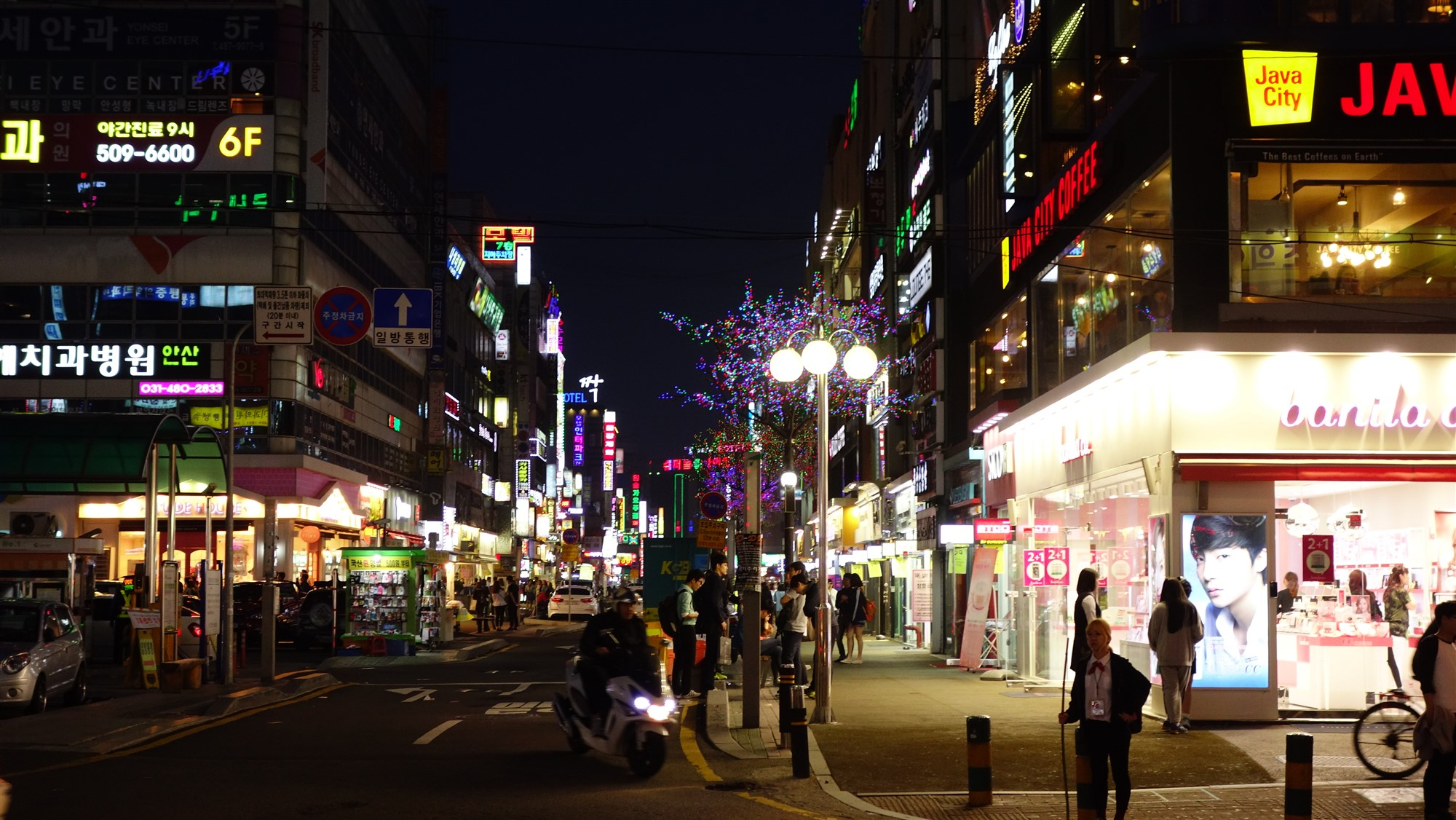
Центральный районы Ансана ночью

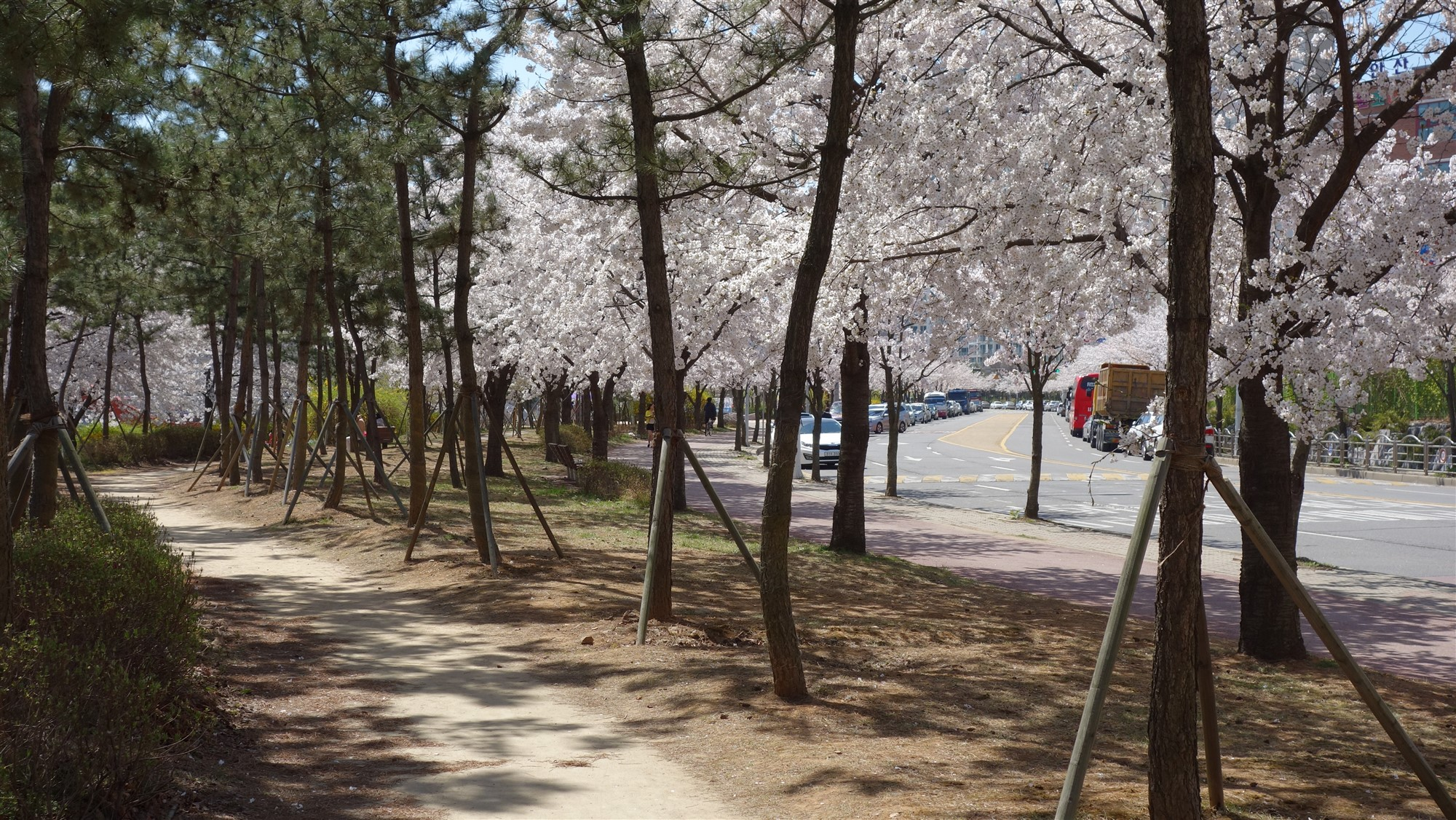
Парк в Ансане

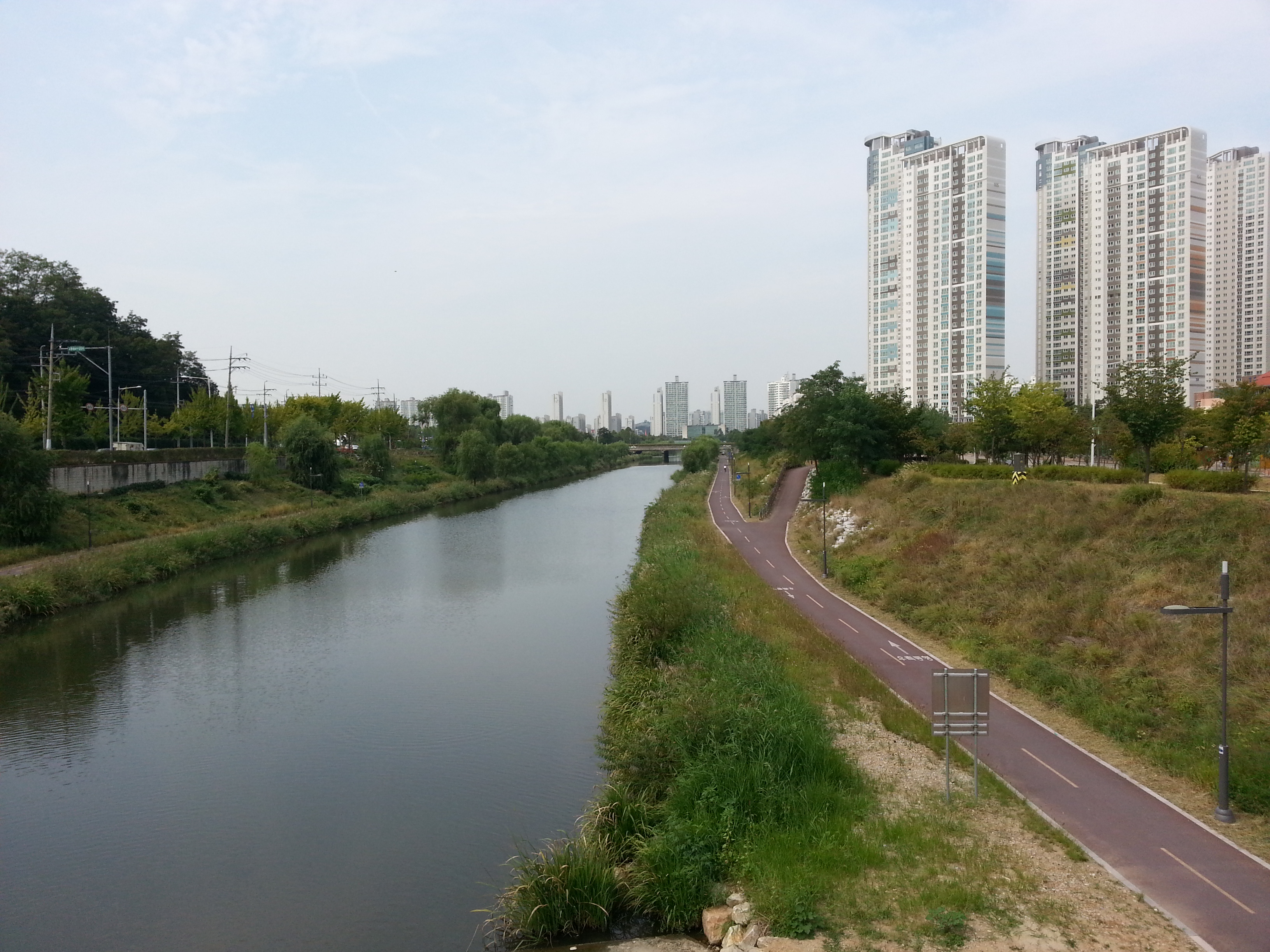
Жилые районы

Ансан административно делится на 2 ку (гу) и 25 тон (дон):
| Округ             | Район                | Хангыль       | Площадь, км² | Население, чел |
| ----------------- | -------------------- | ------------- | ------------ | -------------- |
| Саннокку (상록구) | Ансандон             | 안산동        | 8,36         | 8 746          |
| Саннокку (상록구) | Вольпхидон           | 월피동        | 5,55         | 37 402         |
| Саннокку (상록구) | Идон                 | 이동          | 2,44         | 23 288         |
| Саннокку (상록구) | Ильдон               | 일동          | 2,70         | 24 154         |
| Саннокку (상록구) | Панвольдон           | 반월동        | 13,24        | 17 018         |
| Саннокку (상록구) | Поно-идон            | 본오2동       | 0,82         | 25 784         |
| Саннокку (상록구) | Поно-ильдон          | 본오1동       | 6,49         | 38 232         |
| Саннокку (상록구) | Поно-самдон          | 본오3동       | 1,10         | 20 142         |
| Саннокку (상록구) | Пугоктон             | 부곡동        | 6,22         | 21 193         |
| Саннокку (상록구) | Са-идон              | 사2동         | 3,65         | 31 493         |
| Саннокку (상록구) | Са-ильдон            | 사1동         | 2,34         | 32 043         |
| Саннокку (상록구) | Са-самдон (Хэян-дон) | 사3동(해양동) | 3,68         | 43 968         |
| Саннокку (상록구) | Сонпходон            | 성포동        | 1,71         | 25 694         |
| Танвонгу (단원구) | Вадон                | 와동          | 3,23         | 37 532         |
| Танвонгу (단원구) | Вонгок-дон           | 원곡동        | 1,29         | 5 768          |
| Танвонгу (단원구) | Пэкъун-дон           | 백운동        | 1,51         | 24 090         |
| Танвонгу (단원구) | Коджан-дон           | 고잔동        | 1,75         | 20 801         |
| Танвонгу (단원구) | Чунан-дон            | 중앙동        | 1,87         | 23 100         |
| Танвонгу (단원구) | Сонбу-идон           | 선부2동       | 2,07         | 20 405         |
| Танвонгу (단원구) | Сонбу-ильдон         | 선부1동       | 0,86         | 18 508         |
| Танвонгу (단원구) | Сонбу-самдон         | 선부3동       | 5,81         | 35 784         |
| Танвонгу (단원구) | Тэбу-дон             | 대부동        | 45,94        | 9 195          |
| Танвонгу (단원구) | Хосу-дон             | 호수동        | 2,48         | 42 888         |
| Танвонгу (단원구) | Чходжи-дон           | 초지동        | 24,70        | 46 109         |

## Экономика
Основа экономики — высокотехнологичное производство. Здесь располагаются производственные мощности нескольких корейских чеболей. Начиная с 1970-х годов Ансан стал развиваться в качестве промышленного центра. Было создано два крупных промышленных комплекса — промышленный комплекс Панволь и промышленный комплекс Сихва. Общая площадь территории Панволя — около 15 млн м², общая площадь комплекса Сихва — более 4 млн м². В этих двух комплексах работает 106 тыс. человек. Основные отрасли: электроника, машиностроение, текстильная промышленность, металлургия.
В 1997 году было принято решение об открытии в Ансане технопарка. Строительство началось на следующий год и уже в 2003 году состоялось открытие технопарка. В 2008 году здесь уже располагалось более 80 исследовательских и научных институтов и лабораторий. Крупные корейские производители высокотехнологичной продукции также имеют здесь свои исследовательские центры.

## Туризм и достопримечательности
Основные достопримечательности:
- Крепость Пёльмаксон — сейчас практически разрушена. Длина восстановленной стены составляет 225 метров.
- Ботанический сад, включающий 220 видов растений.
- Остров Тэбудо — морской курорт, знаменит своей уникальной морской кухней.
- Буддийский храм Ссангеса — впервые упоминается в хрониках, датированных 1689 годом. Некоторые скульптуры и архитектурные элементы храма в 2002 году были включены в список материального наследия провинции Кёнгидо.
- Ежегодный культурный фестиваль в Пёльмансоне — проходит ежегодно в период с сентября по октябрь. В программе выступления фольклорных коллективов, театрализованный парад, ярмарка.

## Высшее образование
В Ансане расположены несколько ВУЗов:
- Ансанский Колледж,
- Ансанский Технологический Колледж,
- Сеульский Институт Искусств,
- кампус Университета Ханян.

## Символы
Как и остальные города и уезды в стране, Ансан имеет ряд символов:
- Цветок: роза — символизирует мудрость и благородство.
- Дерево: гингко — символизирует процветание и сплочённость граждан.
- Птица: голубь — символизирует красоту и чистоту города.
- Маскот: Techmy — символизирует высокие технологии, являющиеся приоритетным направлением развития города.

## Города-побратимы
Ансан является городом-побратимом следующих городов:
- Уезд Понхва, провинция Кёнсан-Пукто, Южная Корея
- Аньшань, провинция Ляонин, Китай
- Холмск, Сахалинская область, Россия
- Лас-Вегас, штат Невада, США
- Южно-Сахалинск, Сахалинская область, Россия[32]